# San Bartolomé de Béjar
San Bartolomé de Béjar ist ein zentralspanischer Ort und eine Gemeinde (municipio) mit 49 Einwohnern (Stand: 2024) in der Provinz Ávila in der Autonomen Region Kastilien-León. Neben dem Hauptort San Bartolomé de Béjar gehört der Weiler Garganta de los Hornos zur Gemeinde.

## Lage und Klima
Die Gemeinde San Bartolomé de Béjar liegt auf der Nordseite der Sierra de Gredos im Südwesten der Provinz Ávila in einer Höhe von ca. 1115 m. Die Entfernung nach Ávila beträgt knapp 100 km (Fahrtstrecke) in ostnordöstlicher Richtung. Das Klima ist gemäßigt bis warm; der Regen (838 mm/Jahr) fällt mit Ausnahme der trockenen Sommermonate übers Jahr verteilt.

## Bevölkerungsentwicklung
| Jahr      | 1970 | 1981 | 1991 | 2001 | 2011 | 2021 |
| Einwohner | 252  | 151  | 110  | 69   | 47   | 43   |

## Sehenswürdigkeiten

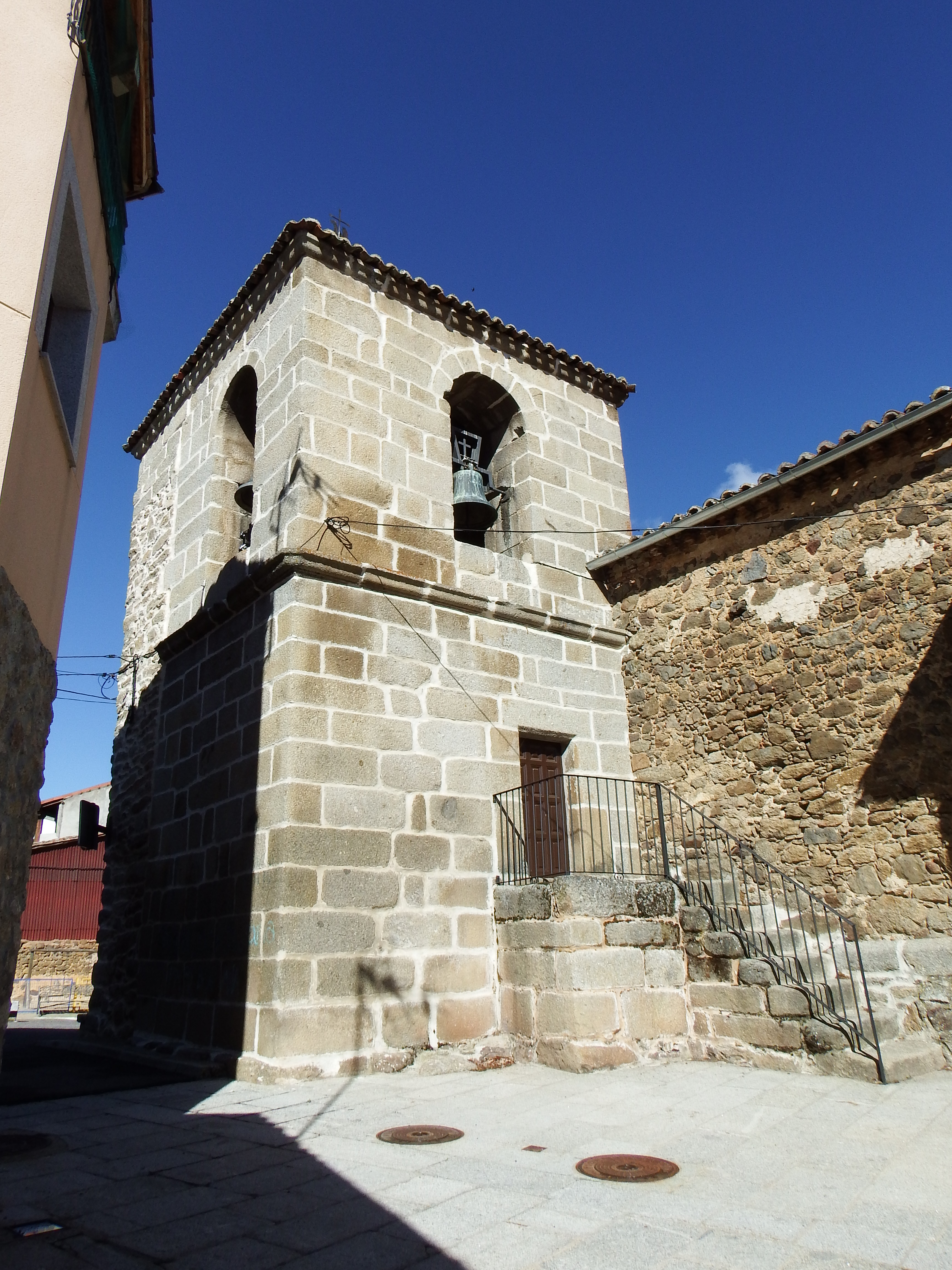
Bartholomäuskirche
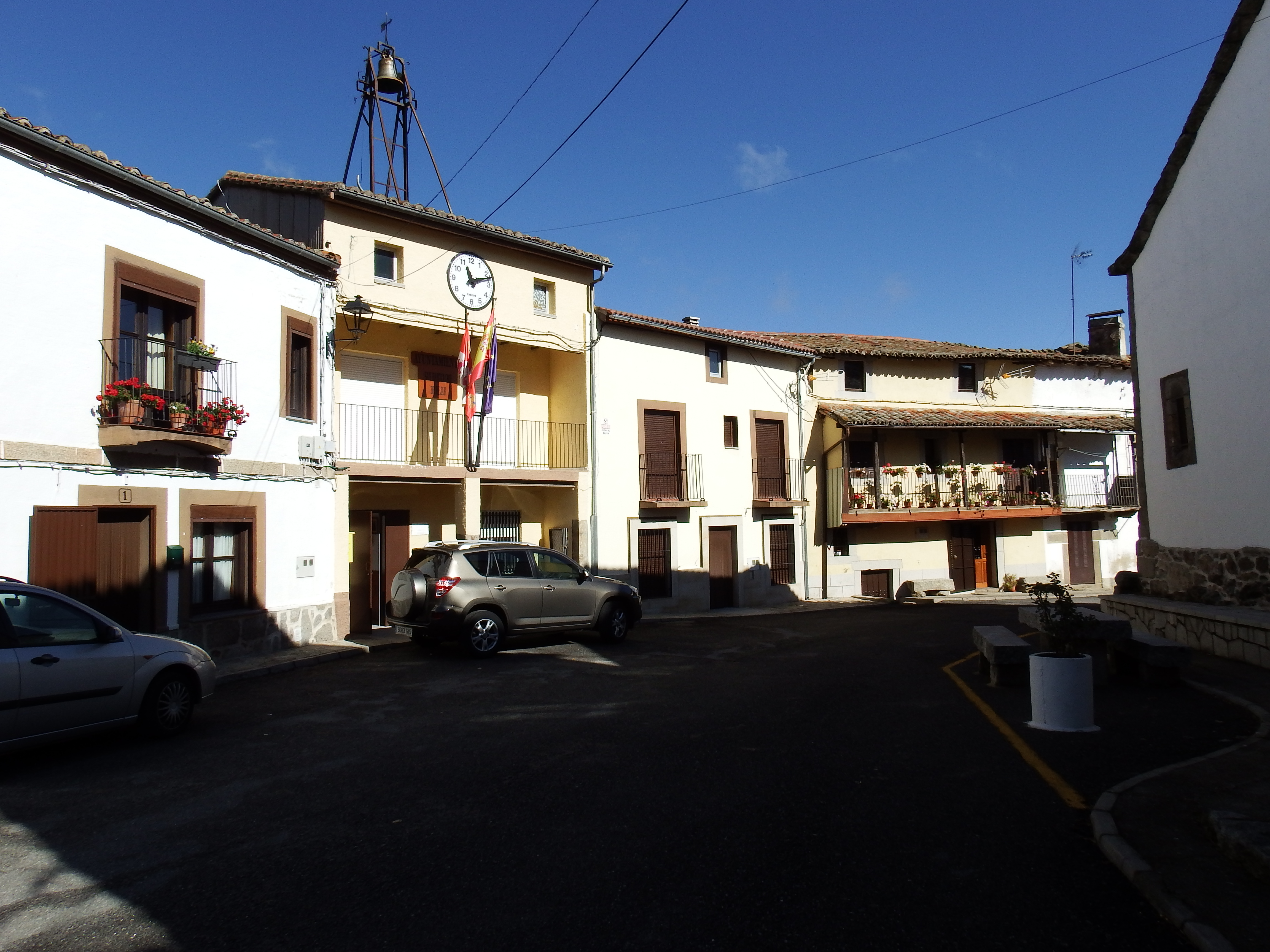
Rathaus

- Bartholomäuskirche
- Rathaus